# Езерна Финландия
Езерна Финландия (на фински: Järvi-Suomi) е низина в централна и източна Финландия и съседните части на Русия.
На юг и изток е оградена от ридовете Салпауселкя, на запад преминава в Източноботническата низина, а на север – в равнината Ваара Суоми. Има пресечен терен от дръмлини и ескери с разположени между тях езера – около една четвърт от територията на областта – формиран при оттеглянето на ледниковата кора през Последния ледников период.